# Pedro Escobar
Pour les articles homonymes, voir Escobar.
Pedro Escobar, également connu sous le nom de Pêro Escobar, est un explorateur portugais qui a surtout navigué dans le golfe de Guinée à la fin du XVe siècle. Avec João de Santarém, on lui attribue d'une part, la « découverte » de la ville de Sassandra en Côte d'Ivoire et d'autre part, la découverte, en 1471 de l'île de São Tomé, le jour de la Saint-Thomas, le 21 décembre, mais aussi, celle de l'île de Principe peu de temps après. Ces îles étaient à l'époque inhabitées,.
En 1471, travaillant pour Fernão Gomes, il a contribué à la découverte du trafic d'or à Mina. Il est également en compagnie de Diogo Cão lors de son premier voyage en 1482, en qualité de pilote du Bérrio dans l'expédition de Vasco de Gama en 1497. Il prend également part à l'expédition de Cabral lors de la découverte du Brésil en 1500.